# Thomas Fermor, I conte di Pomfret
Thomas Fermor, I conte di Pomfret (23 marzo 1698 – Carshalton, 15 luglio 1753) è stato un nobile inglese.

## Biografia
Era il figlio di William Fermor, I barone Leominster, e della sua terza moglie Lady Sophia Osborne, figlia di Thomas Osborne, I duca di Leeds.

## Carriera
Riuscì alla baronia alla morte del padre nel 1711 come Barone Leominster. Il titolo di Conte di Pomfret è stato creato per lui il 27 dicembre 1721.
Nel settembre del 1727 fu nominato Masters of the Horse della regina Carolina. La moglie di Fermor fu una delle Lady of the Bedchamber della regina Carolina. La regina morì nel novembre 1737 e nel settembre 1738 Thomas e sua moglie fecero un viaggio di tre anni in Francia e in Italia, visitando Firenze, Bologna, Venezia, Augusta, Francoforte e Bruxelles.

## Matrimonio
Sposò, il 14 luglio 1720 a Easton Neston House, Henrietta Jeffreys (15 novembre 1698-15 dicembre 1761), l'unica figlia sopravvissuta di John Jeffreys, II barone Jeffreys. Ebbero sette figli:
- Lady Sophia Fermor (29 maggio 1721-7 ottobre 1745), sposò John Carteret, II conte Granville, ebbero una figlia;
- George Fermor, II conte di Pomfret (25 giugno 1722-9 giugno 1785);
- Lady Charlotte Fermor (14 febbraio 1725-11 luglio 1813), sposò William Finch, ebbero due figli;
- Lady Henrietta Fermor (29 settembre 1727-25 novembre 1793), sposò John Conyers, non ebbero figli;
- Lady Juliana Fermor (21 maggio 1729-20 novembre 1801), sposò Thomas Penn, ebbero due figli;
- Lady Louisa Fermor (23 febbraio 1731-30 giugno 1809), sposò William Clayton, ebbero un figlio;
- Lady Anne Fermor (25 maggio 1733-1 marzo 1769), sposò Thomas Dawson, I visconte Cremorne, ebbero un figlio.